# Viktoria Mullova
Viktoria Mullova (Виктория Муллова), född 27 november 1959 i Zjukovskij, Sovjetunionen, är en rysk violinist.
Hon har vunnit Wieniawskitävlingen 1974, första pris 1980 i den internationella Jean Sibelius-tävlingen för violinister i Helsingfors och guldmedalj vid Internationella Tjajkovskijtävlingen i Moskva år 1982 samt flera priser för sina skivinspelningar.
Under sin turné i Finland år 1983 flydde Mullova och hennes ackompanjatör Vakhtang Jordania med hjälp av den finske journalisten Jyrki Koulumies över gränsen till Sverige, där de ansökte om politisk asyl på den amerikanska ambassaden. Mullova bor numera i London och är gift med cellisten Matthew Barley.
Mullova har gjort sig berömd för stor teknisk skicklighet, noggrannhet och musikalitet. Hon har spelat in standardrepertoarens violinkonserter, verk (Béla Bartók, Beethoven, Mendelssohn, Prokofjev, Sjostakovitj) samt kammarmusikverk som Bachs partitor, violinsonater och Brahms violinsonater och trior. Med sin kammarorkester The Mullova Ensemble har hon också spelat in Bachs violinkonserter och moderna verk, bland annat av Miles Davis.